# Acacia grandis
Acacia grandis é uma espécie de leguminosa do gênero Acacia, pertencente à família Fabaceae.